# Dossier rose de la prostitution
Pour plus de détails, voir Fiche technique et Distribution.
Dossier rose de la prostitution (Prostituzione) est un giallo pornographique italien écrit et réalisé par Rino Di Silvestro, sorti en 1974.

## Synopsis
Le corps de Gisèle, 20 ans, est découvert caché dans un buisson. Tout porte à croire qu'elle a été assassinée. Issue d'un milieu bourgeois aisée, elle se livrait secrètement à la prostitution. Vice ou nécessité ? Chargé de résoudre l'affaire, le lieutenant Varale enquête avec son plus proche collaborateur sur le réseau de prostitution dans lequel la victime travaillait. Les collègues de Gisèle sont interrogées, tout comme le maquereau de la jeune femme qui, devant les enquêteurs, se fait passer pour le fiancé.
Pendant ce temps, une prostituée est battue à mort et violée par quatre hommes. Avant de la sodomiser contre son gré, l'un d'entre eux refusa de mettre un préservatif sur la demande de la jeune fille. L'organisation qui gère le réseau de prostitution et la traite des blanches décide de se venger...
Alors qu'un maniaque sexuel sévit dans les sous-bois où se vendent les filles, l'inspecteur Varale s'intéresse à un réalisateur de films pornographiques...

## Fiche technique
- Titre original : Prostituzione
- Titre français : Dossier rose de la prostitution
- Réalisation et scénario : Rino Di Silvestro
- Montage : Angelo Curi
- Musique : Roberto Fogu
- Photographie : Salvatore Caruso
- Production : Giuliano Anellucci
- Société de production : Angry Film
- Société de distribution : Overseas Film Company
- Pays d'origine :  Italie
- Langue originale : italien
- Format : couleur
- Genre : giallo pornographique
- Durée : 70 minutes
- Date de sortie : 
  -  Italie : 7 septembre 1974

## Distribution
- Maria Fiore : Primavera
- Elio Zamuto : Michele Esposito
- Krista Nell : Immacolata Mussomecci
- Orchidea de Santis : Benedetta
- Magda Konopka : Mrs. North
- Andrea Scotti : lieutenant Variale
- Liana Trouche
- Paolo Giusti : Antonio
- Cristina Gaioni
- Gianrico Tondinelli
- Felicita Fanny
- Raffaele Curi
- Gabriella Lepori : Giselle Rossi
- Gianni Pesola
- Irene Renton
- Luciano Rossi : Faustino
- Marilia Mattei
- Luciano Tacconi
- Pietro Torrisi
- Giuseppe Mattei
- Lucretia Love
- Aldo Giuffré : inspecteur Macaluso